# Stadtbahn Charlotte
Die Charlotte Lynx Light Rail, in Eigenschreibweise LYNX Light Rail ist die 2007 eröffnete Stadtbahn von Charlotte im Bundesstaat North Carolina in den USA. Der Name Lynx (deutsch: „Luchs“) wurde gewählt, um einen Bezug zum Betreiber Charlotte Area Transit System, abgekürzt CATS (deutsch: „Katzen“), sowie zur lokalen Footballmannschaft Carolina Panthers herzustellen. Außerdem wird der Begriff genauso wie das englische Wort Links (deutsch: „Verbindungen“) ausgesprochen.
Das System besteht aus der Lynx Blue Line und der 2015 in Betrieb genommenen CityLynx Gold Line.

## Geschichte
In Charlotte verkehrte bereits ab 1891 eine Straßenbahn, die zugunsten des Kraftfahrzeugverkehrs am 14. März 1938 eingestellt wurde. Es dauerte insgesamt 58 Jahre, bis wieder ein schienengebundenes Verkehrsmittel eingeführt wurde. Es handelte sich dabei um den Charlotte Trolley, einer überwiegend von Touristen benutzten Straßenbahnlinie. Auf dieser verkehrten Nachbauten alter amerikanischer Straßenbahnfahrzeuge und war ihrer Zielgruppe entsprechend überwiegend nur an Wochenenden im Einsatz. Seit 2007 verwendet die Lynx Blue Line große Teile der Strecke. Der Betrieb der Touristenstraßenbahn endete im Jahr 2010. Die ehemals auf dieser Linie eingesetzten Fahrzeuge sind seit dem 14. Juli 2015 auf der neuen CityLynx Gold Line im Einsatz.

## Lynx Blue Line
| \| \| \| \| \| \| \| \| 7th St. \| \| \| \| \| CTC/Arena Gold Line \| \| \| \| \| 3rd St/Convention Center \| \| \| \| \| Stonewall \| \| \| \| \| Carson \| \| \| \| \| Bland St \| \| \| \| \| East/West Blvd \| \| \| \| \| New Bern \| \| \| \| \| Skaleybark P \| \| \| \| \| Woodlawn P \| \| \| \| \| Tyvola P \| \| \| \| \| Archdale P \| \| \| \| \| Arrowood P \| \| \| \| \| Sharon Rd West P \| \| \| \| \| I-485/South Blvd P \| \| \| \| \| \| \| |  |                          |                          |
| |  |                          |                          |
| U-Bahn-Bahnhof |  | 7th St.                  | 7th St.                  |
| U-Bahn-Haltepunkt / Haltestelle |  | CTC/Arena Gold Line      | CTC/Arena Gold Line      |
| U-Bahn-Haltepunkt / Haltestelle |  | 3rd St/Convention Center | 3rd St/Convention Center |
| U-Bahn-Haltepunkt / Haltestelle |  | Stonewall                | Stonewall                |
| U-Bahn-Haltepunkt / Haltestelle |  | Carson                   | Carson                   |
| U-Bahn-Haltepunkt / Haltestelle |  | Bland St                 | Bland St                 |
| U-Bahn-Haltepunkt / Haltestelle |  | East/West Blvd           | East/West Blvd           |
| U-Bahn-Haltepunkt / Haltestelle |  | New Bern                 | New Bern                 |
| U-Bahn-Haltepunkt / Haltestelle |  | Skaleybark P             | Skaleybark P             |
| U-Bahn-Haltepunkt / Haltestelle |  | Woodlawn P               | Woodlawn P               |
| U-Bahn-Haltepunkt / Haltestelle |  | Tyvola P                 | Tyvola P                 |
| U-Bahn-Haltepunkt / Haltestelle |  | Archdale P               | Archdale P               |
| U-Bahn-Haltepunkt / Haltestelle |  | Arrowood P               | Arrowood P               |
| U-Bahn-Haltepunkt / Haltestelle |  | Sharon Rd West P         | Sharon Rd West P         |
| U-Bahn-Bahnhof |  | I-485/South Blvd P       | I-485/South Blvd P       |
| |  |                          |                          |

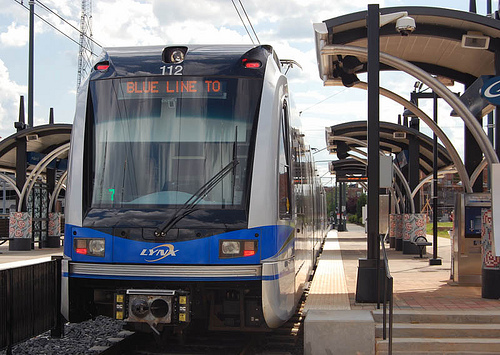
Fahrzeug der Baureihe Siemens S70 der Blue Line in der Station Carson

Die Blue Line wurde als erste Stadtbahnlinie des US-Bundesstaates North Carolina am 24. November 2007 in Betrieb genommen. Die Linie ist 15,4 km (9,6 Meilen) lang. Eine Verlängerung um weitere 15 Kilometer ist in Bau.
Die Strecke führt weitestgehend parallel zur Autobahn I-77 von der Innenstadt (Uptown) aus Richtung Süden durch Dillworth, South End, Sedgefield, Collingwood, Starmount und Hebron, bis sie nördlich von Pineville direkt an der Autobahn I-485, dem Autobahnring der Stadt, endet. An den letzten sieben Haltestellen befinden sich große Parkplätze, um Pendler aus den südlichen Vororten abzufangen.
Die Linie verkehrt alle 10 Minuten während der Hauptverkehrszeit, alle 15 Minuten werktags außerhalb der HVZ (NVZ), alle 20 Minuten an Wochenenden und nachts alle 30 Minuten. Werktags wird die Strecke von ca. 5:30 bis 1:30 Uhr bedient.
In der zweiten Hälfte des Jahres 2014 benutzten täglich 16.186 Fahrgäste die Blaue Linie.
Auf dieser Linie werden moderne Fahrzeuge des Typs Siemens S70 eingesetzt. Der einzige Betriebshof des Systems befindet sich an der Station New Bern, ungefähr auf halber Strecke der Blue Line.
Eine Einzelfahrkarte kostet 2,20 US-Dollar, für Senioren und Jugendliche die Hälfte. Tageskarten kosten 6,60 USD und ein 7-Tage-Ticket 22 USD.
Eine Verlängerung der blauen Linie wurde am 16. März 2018 eröffnet. Die 15,0 Kilometer lange Neubaustrecke führt von der Haltestelle 7th Street im Zentrum der Stadt Richtung Nordosten durch North Davidson (NoDa) bis zum Gelände der University of North Carolina (UNC). An vier der elf neuen Haltestellen entstanden große Parkplätze mit einer Kapazität von insgesamt 3000 Stellplätzen, zusätzlich wurde das Busnetz an die neue Stadtbahnstrecke angepasst. Die Fahrzeit der gesamten blauen Linie von der I-485 bis zum UNC-Campus beträgt 47 Minuten. Man geht von durchschnittlich 24.500 Passagieren an Werktagen im Jahr 2035 aus. Die voraussichtlich 1,16 Milliarden US-Dollar teure Strecke sollte ursprünglich im August 2017 in Betrieb gehen.

## CityLynx Gold Line
| \| \| \| \| \| \| \| \| CTC/Arena Blue Line \| \| \| \| \| Davidson St \| \| \| \| \| McDowell St \| \| \| \| \| CPCC \| \| \| \| \| Elizabeth & Hawthorne \| \| \| \| \| Hawthorne & 5th St \| \| \| \| \| \| \| |  |                       |                       |
| |  |                       |                       |
| U-Bahn-Bahnhof |  | CTC/Arena Blue Line   | CTC/Arena Blue Line   |
| U-Bahn-Haltepunkt / Haltestelle |  | Davidson St           | Davidson St           |
| U-Bahn-Haltepunkt / Haltestelle |  | McDowell St           | McDowell St           |
| U-Bahn-Haltepunkt / Haltestelle |  | CPCC                  | CPCC                  |
| U-Bahn-Haltepunkt / Haltestelle |  | Elizabeth & Hawthorne | Elizabeth & Hawthorne |
| U-Bahn-Bahnhof |  | Hawthorne & 5th St    | Hawthorne & 5th St    |
| |  |                       |                       |

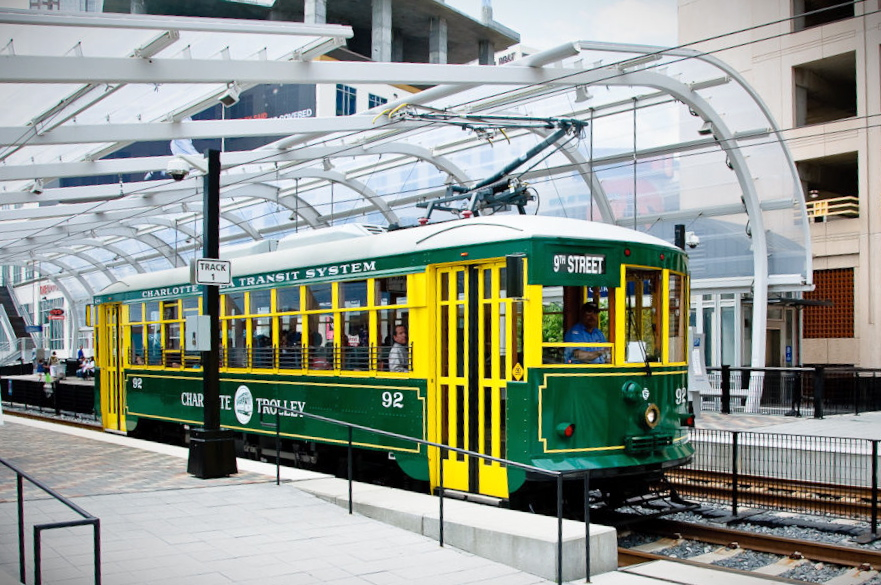
Fahrzeug der Gold Line, damals noch als Charlotte Trolley in der Station CTC/Arena der Blue Line

Die am 14. Juli 2015 eröffnete, nur 2,4 Kilometer lange, CityLynx Gold Line beginnt an der wichtigen Umsteigestation Charlotte Transportation Center (CTC) / Arena im Zentrum der Stadt, wo sich außerdem ein großer Busbahnhof sowie eine Haltestelle der Blue Line befinden. Von dort aus führt die Strecke in östliche Richtung und folgt dabei den Straßenzug East Trade Street – Elizabeth Avenue. Nach der letzten Zwischenstation Elizabeth  & Hawthorne biegt sie nach links Richtung Nordosten ab und erreicht kurz darauf die östliche Endhaltestelle Hawthorne & 5th Street. Am Charlotte Transportation Center (CTC) befindet sich außerdem ein Verbindungsgleis zur blauen Linie, damit die auf der goldenen Linie eingesetzten Fahrzeuge den einzigen Betriebshof des Systems erreichen können. Dieses Gleis umrundet die Time Warner Cable Arena und führt entlang der East 5th Street zu den Stadtbahngleisen. Die Straßenbahnstrecke verläuft zweigleisig im Straßenraum der East Trade Street und der anschließenden Elizabeth Avenue.
Die Gold Line verkehrt in der Hauptverkehrszeit alle 15 Minuten, sonst alle 20 Minuten. Die Betriebszeiten sind montags bis donnerstags von 6 bis 23 Uhr, freitags von 6 Uhr bis Mitternacht, samstags von 8 Uhr bis Mitternacht und sonntags von 9 bis 19 Uhr. Die Benutzung ist kostenlos.
Es wurden zwischenzeitlich Nachbauten des Birney Safety Car mit den Betriebsnummern 91 bis 93 eingesetzt, die ursprünglich als Charlotte Trolley eingesetzt wurden.
Die zweite Phase der goldenen Linie verlängert die bisherige Linie um weitere 4,0 Kilometer und 11 Haltestellen, wovon 3,2 Kilometer vom Charlotte Transportation Center (CTC) Richtung Westen bis zur French Street und 0,8 Kilometer von der östlichen Endstelle am Presbyterian Hospital weiter entlang der Hawthorne Lane bis zur Sunnyside Avenue führen. Man rechnete mit Baukosten in Höhe von 150 Millionen US-Dollar. Die Inbetriebnahme erfolgte Ende August 2021. Seit diesem Zeitpunkt kommen moderne, niederflurige Fahrzeuge, ähnlich denen der blauen Linie, zum Einsatz.

## Zukünftige Entwicklung
Derzeit sind mehrere Projekte in Bau oder geplant, um den Verkehr in der Stadt sinnvoller durchzuführen. Dazu gehören auch Pläne für neue Linien, vorrangig die sogenannte Silver Line, die die Stadt in Ost-West-Richtung durchqueren soll.